# ベタモン
ベタモンはデジタルモンスターシリーズに登場する架空の生命体・デジタルモンスターの一種。デジモンアドベンチャー02の登場人物。

## 概要
Ver.1から登場。アニメに登場してからはシードラモンの成長期として出てくることが多い。デジモンワールド デジタルカードバトルでは戦闘時にカエルのような声で鳴いていた。
緑色の身体と背中の大きな赤いヒレが大きな特徴。特にモヒカンやアイスラッガーなどと揶揄される背びれは、両生類というよりはむしろ爬虫類のディメトロドンを彷彿とさせる。
名前は「ベタベタ」あるいは「ベタッ」という擬音に由来している。

## 種族としてのベタモン
背中の赤いブレードが特徴の両生類型デジモン。大人しい性格だが、一度怒ると100万ボルト以上の電撃で周囲一帯を無差別に感電させてしまう。

### 基本データ
- 世代/成長期
- タイプ/両生類型
- 属性/ウィルス
- 必殺技/電撃ビリリン
- 得意技/ベタスラッガー、カッターフィン、ウォータータワー
- 勢力/ネイチャースピリッツ

### X抗体版
- 必殺技/電撃ビリリン185V

背中のブレードが3段になり、手足の関節に突起が出来る。温厚な性質とエメラルドグリーンの体色から一部のマニアの間で人気が出ているが、そのため観賞用のデジモンとして乱獲されており、絶滅の危機に瀕している。怒った際に発する電撃の電圧は最高で185万ボルトまで向上している。
2020年9月11日にデジモンウェブのデジモン図鑑に追加され、詳細設定が判明した。

### 亜種・関連種・その他
- モドキベタモン

黄緑色の亜種。
- シードラモン

## 登場人物としてのベタモン
- デジモンワールド デジタルカードバトル - ゲーム中の重要人物でチュートリアルをしてくれる。はじまりの街のグリーンジムにいる。一人称は「オイラ」。主人公を兄ちゃんとよび、ババモンを姉ちゃんと呼ぶ。教えるのは上手いが実践はデッキ、カード捌き共に最弱クラス。地べたに落ちている物を拾う癖があり、しばしばトラブルの元になっている。
- デジモンアドベンチャー02 - アメリカのテイマー・マイケルのパートナー。声優は志賀克也。シードラモンに進化し、ゴリモンと戦った。終盤でマイケルと共に再登場しニューヨークで大輔とミミと協力し現実世界に迷い込んだデジモンたちをデジタルワールドへ帰した。
- デジモンクロスウォーズ - 第32話にて、ガニモンと共にドラゴンランドの住民として登場。デジモンに変装したネネに、主人公チーム・クロスハートのメンバーたちを救うための情報を提供した。